# Francisco Javier Valverde Buforn
Francisco Javier Valverde Buforn, nacido el 21 de mayo de 1991 en la provincia de Málaga (España) es actualmente arquero nacional en la categoría junior. Siguiendo los pasos de su padre, llega a ser campeón de España por CCAA y campeón de Andalucía en ocasiones consecutivas.
Comienza a competir a la edad de 12 años en el campeonato de Andalucía infantil, usando un arco olímpico consiguiendo el tercer puesto, desde entonces en su carrera profesional como arquero no ha dejado de coleccionar premios. 
Al año siguiente, en el mismo campeonato aumenta un puesto en la clasificación final ganando la medalla de plata.
En 2005 prefiere cambiar su arco a uno de poleas y debuta en un campeonato nacional consiguiendo un 7º puesto.
Con un entrenamiento de dos días a la semana, en 2006, llega por fin al primer puesto en el campeonato de Andalucía y 5º en el campeonato de España, seguido por el año 2007 donde quedó en los mismos puestos que la temporada pasada.
En 2009, tras conseguir ser el campeón en el campeonato de Andalucía por equipos, 2º puesto en la clasificación del campeonato de España, se abrió las puertas para las dos siguientes convocatorias a nivel internacional, la primera en Rzeszow (Polonia) 7º del mundo y medalla de bronce por equipos, y posteriormente tras ser el campeón de España al aire libre (puesto vigente en la actualidad) se clasifica para el Mundial de Ogden(Utah, Estados Unidos) donde queda 2º del mundo por puntos y 4º del mundo en las eliminatorias.
Recientemente fue galardonado con la medalla de la FITA de 1350 puntos en un campeonato oficial, reconociendo así los 5 records de España que mantiene a su nombre.
A principios de 2010, fue al campeonato Europeo de sala en Poreč (Croacia) consiguiendo un 3º puesto en la clasificación por puntos y quedando 6º en la clasificación final. Participa por equipos ganando una medalla de bronce.
Siguiendo con su carrera deportiva, en abril del 2010 defiende su título en el Gran Premio "Villa de Madrid" manteniendo el primer puesto en la categoría junior y 3º clasificado en la categoría senior y medalla de bronce en la misma.
Proclamado subcampeón del Mundo universitario en 2012, tras el desempate por el oro contra el arquero estadounidense Daniel Suter.

https://www.malagahoy.es/deportes/Valverde-subcampeon-mundo-universitario_0_605039608.html
https://www.malagahoy.es/deportes/arte-acertar-diana_0_514148892.html
https://fedandarcos.webnode.page/news/los-junior-aprietan-fuerte/
- Datos: Q5866299